# パウラーナー

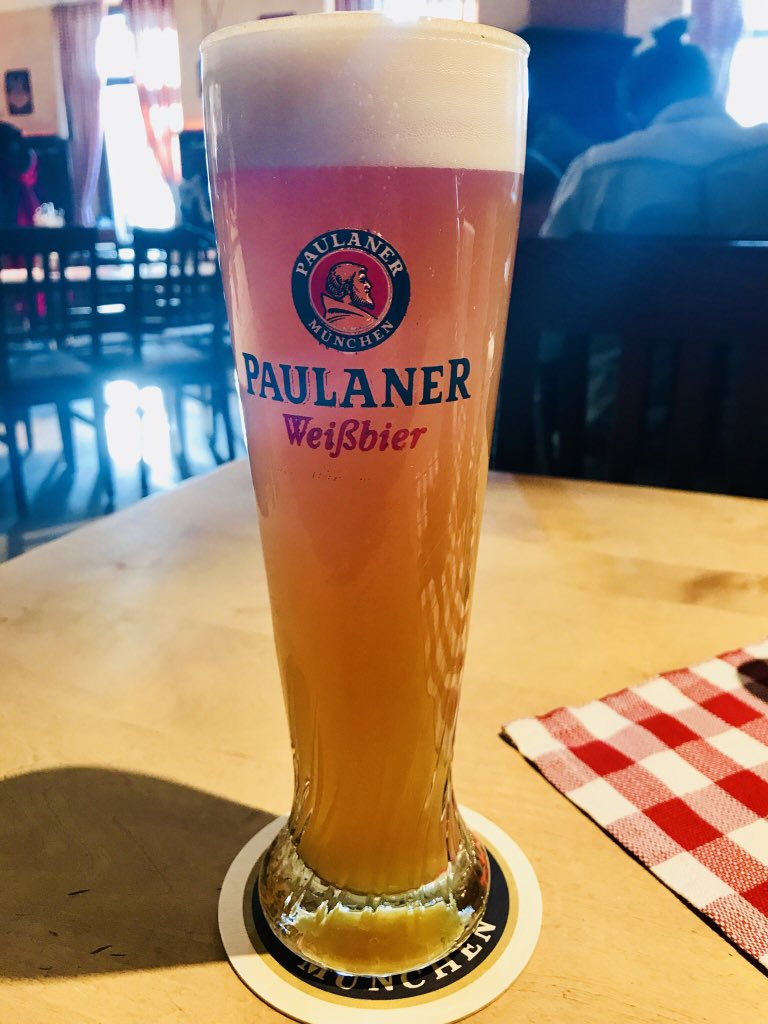
Paulaner Hefe-weißbier

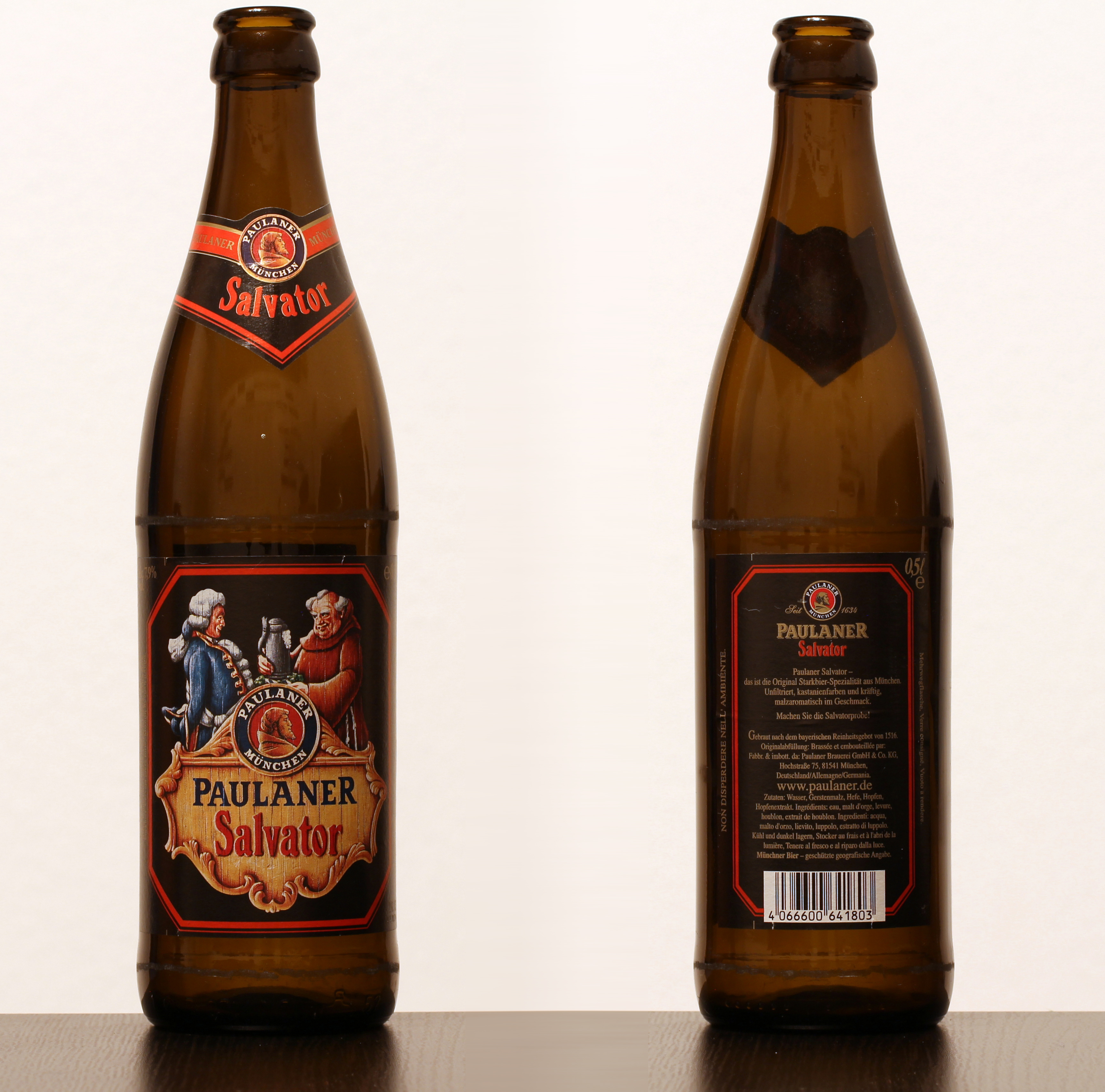
Paulaner Salvator

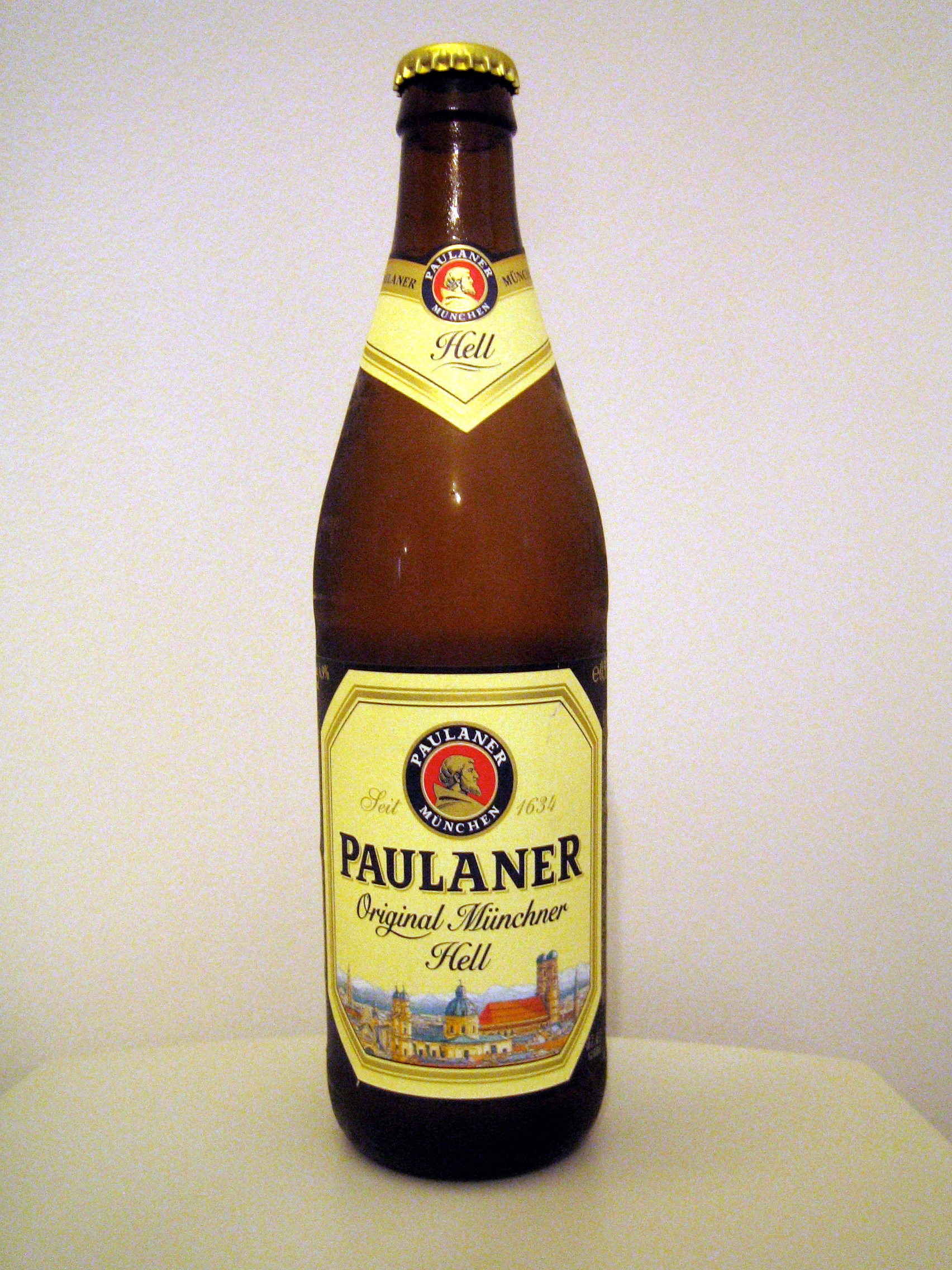
Paulaner Hell

パウラーナー(Paulaner)は、1634年にノイデック・オップ・デア・アウ(Neudeck ob der Au)クロイスターの修道士がミュンヘンで創業したドイツのビール醸造会社である。托鉢修道会の創設者であるパオラのフランチェスコの名前に因んでいる。オクトーバーフェストにビールを供給する6社のうちの1つであり、ドイツのビール会社の第6位に位置付けられている。

## 歴史
ノイデック・オップ・デア・アウ修道院の修道士は、1516年のビール純粋令に従って、パウラーナー・サルバトール(Paulaner Salvator)という強いビールを醸造した。彼らが自分たちで飲まなかった分は、貧しい人に分け与えたり、クロイスターのパブで販売したりした。ミュンヘンではますます多くの人々がビールを飲み始めたため、民間のビール醸造会社は、1634年2月24日に、修道院との競争に関する不満を表明した。これは、パウラーナー醸造所に関する最初の文書記録であると考えられており、この日が醸造所の開所日として用いられている。
1751年、修道院は公式に、修道院の父であるサルバトールを祝うためにビールを提供することを許可された。感謝の気持ちを表すために、彼らは、バイエルンの選挙人団を、その名を関したビールであるサルバトールの最初の一口を楽しむよう招待した。ミュンヘンで行われる「スタークビアフェスト」（強いビールの祭典）の開催に際し、パウラーナー醸造所の代表がバイエルンの大臣主席にサルバトールの最初の1リットルを手渡す儀式として残っている。1780年、醸造所は、制限なしにビールを提供する免許を与えられた。
パウラーナー醸造所は、常に新しい技術の開発に取り組んでいる。最初のカール・フォン・リンデ冷凍機のうちの1台は、1881年から使われている。その時から、ビールを1年中醸造できるようになった。
第二次世界大戦中、醸造所の大部分が爆撃により破壊され、再建築は1950年までかかった。
1979年、シェルクフーバー家がパウラーナー醸造所の大部分を取得し、今日まで経営している。
1986年からは、世界で最初のノンアルコールヴァイツビア（白ビール）であるWaitzinger Weissbierが作られている。
パウラーナーブロイハウスコンサルタント有限会社は、建物内でビール醸造も行う酒場の本部として、1989年にミュンヘンのカプツィナープラッツに、最初のブリューハウスをオープンした。その後、北京、上海、シンガポール、サンクトペテルブルクにもブリューハウスを作っている。
1999年には、Paulaner GmbH und Co. KG.（有限合資会社）と名称を変更した。2017年7月4日には、Brau Holding International GmbH & Co. KGaAと合併し、Paulaner Brauerei Gruppe GmbH & Co. KGaAとなった。
Paulaner Breweryは、Paulaner Brauerei Gruppe GmbH & Co. KGaAのマネージメント会社であり、この会社の70%はSchorghuber Unternehmensgruppe、30%はDutch Heineken International B.V.が所有する。
2016年に史上初めて、パウラーナーは、1億リットルを国外に輸出した。現在、世界の70か国以上で飲まれている。

## ブランド
パウラーナーでは、13種類のビールが作られている。
- 白ビール（Hefe-Weissbier Naturtrub / Hefe-Weissbier Dunkel / Kristall / Isar Weisse / Hefe-Weissbier Alkoholfrei / Weissbier 0,0 %）
- ミュンヘンビール (Hell / Urtyp / Hell Alkoholfrei)
- スペシャリティ (Oktoberfest Bier / Salvator / Zwickl / Ur-Dunkel)
- その他、Paulaner Natur Radler、Natur Radler Alkoholfrei、Natur Radler Grapefruit、Weissbier Zitrone、Weissbier Zitrone 0,0%等の混合ビール飲料が作られている。

## オクトーバーフェスト
ヴィーゼンに最初のビール小屋が表れてすぐに、パウラーナーはビールを供給するライセンスを得た。その8年前、ルートヴィヒ1世がテレーゼ・フォン・ザクセン＝ヒルトブルクハウゼンと結婚した際に、この地で大きな競馬のレースが行われた。これは、世界で初めての大規模なフェスティバルであった 。
パウラーナーは、オクトーバーフェストで、Armbrustschutzenzelt、Kafer Wiesnschanke、Paulaner Festzeltの3つの大きなテントを出店している。2010年にはそれを再構築し、テント内の全てのバーにビールを供給する中央の輪状ラインを新たに設けた。また、パウラーナーのビールを提供する小さなテントもいくつか設けた。さらに、パウラーナーは、世界中でオクトーバーフェストのイベントを開催している。